# Alstroemeria longaviensis
Alstroemeria longaviensis  es una especie fanerógama, herbácea, perenne y rizomatosa perteneciente a la familia de las alstroemeriáceas. Es originaria de la VII Región del Maule en Chile.

## Taxonomía
Alstroemeria longaviensis fue descrita por Pierfelice Ravenna, y publicado en Phytologia 64: 285. 1988.
Etimología
Alstroemeria: nombre genérico que fue nombrado en honor del botánico sueco barón Clas Alströmer (Claus von Alstroemer) por su amigo Carlos Linneo.
longaviensis: epíteto